# Scopula spilodorsata
Scopula spilodorsata är en fjärilsart som beskrevs av W. Warren 1895. Scopula spilodorsata ingår i släktet Scopula och familjen mätare. Inga underarter finns listade.